# Iloczyn rozpuszczalności
Iloczyn rozpuszczalności – iloczyn odpowiednich potęg stężeń jonów (stężeniowy) lub aktywności jonów (termodynamiczny) znajdujących się w nasyconym roztworze elektrolitu. Ma charakter stałej równowagi dynamicznej i zależy od temperatury. W zależności od tego, czy reakcja rozpuszczania soli jest egzoenergetyczna, czy endoenergetyczna, rozpuszczalność albo maleje, albo rośnie ze wzrostem temperatury, zgodnie z regułą przekory Le Chateliera-Brauna.
Iloczyn rozpuszczalności służy do ilościowego przewidywania wpływu składu roztworu na rozpuszczalność.

## Definicja
Dla przykładowej trudno rozpuszczalnej soli MmXx ulegającej w roztworze reakcji dysocjacji elektrolitycznej według równania:
MmXx ⇌ m Mx+ + x Xm-,
jej stężeniowy iloczyn rozpuszczalności wyraża się wzorem:
{\displaystyle I_{r}=\left[\mathrm {M} ^{x+}\right]^{m}\left[\mathrm {X} ^{m-}\right]^{x}.}
Wzór ten jest poprawny dla roztworów o niskiej sile jonowej (współczynniki aktywności jonów są bliskie jedności). W pewnych sytuacjach, jeśli reakcja tworzenia osadu zachodzi w roztworze o wysokiej sile jonowej (zawierającym jony o wysokim stężeniu molowym), należy posługiwać się aktywnościowym iloczynem rozpuszczalności, zdefiniowanym wzorem:
{\displaystyle I_{r(a)}=\left[\mathrm {M} ^{x+}\right]^{m}\left[\mathrm {X} ^{m-}\right]^{x}f_{\mathrm {M} ^{+}}^{m}f_{\mathrm {X} ^{-}}^{x},}
gdzie:
{\displaystyle \left[\mathrm {M} ^{x+}\right]} – stężenie molowe kationu,
{\displaystyle \left[\mathrm {X} ^{m-}\right]} – stężenie molowe anionu,
{\displaystyle f_{\mathrm {M} ^{+}},} {\displaystyle f_{\mathrm {X} ^{-}}} – współczynniki aktywności jonów w roztworze.
Iloczyn rozpuszczalności, jako iloczyn stężeń jonów w nasyconym roztworze elektrolitu, jest wartością stałą i charakterystyczną dla danej substancji (elektrolitu) w określonej temperaturze. Iloczyn stężeń jonów liczony według powyższego wzoru nie może przekraczać wartości iloczynu rozpuszczalności. Jeżeli iloczyn ten jest mniejszy od wartości granicznej (iloczynu rozpuszczalności), to wówczas cała sól pozostaje w roztworze (nie ma osadu). Jeżeli iloczyn stężeń jonów jest równy wartości granicznej, to mówi się, że roztwór jest nasycony (może, ale nie musi być w kontakcie z osadem). Przekroczenie wartości granicznej iloczynu powoduje strącanie osadu na skutek spontanicznej krystalizacji.
Czasami możliwe jest jednak przekroczenie wartości granicznej iloczynu rozpuszczalności. Sytuacja taka jest możliwa, gdy:
- roztwór jest przesycony na skutek zahamowania wypadania osadu, np. na skutek dużej lepkości lub braku impulsu do rozpoczęcia procesu krystalizacji
- obliczono stężenie formalnie na podstawie całkowitej ilości jonów wprowadzonych do roztworu – w takiej sytuacji część jonów ulegnie wytrąceniu, aż do zrównania iloczynu rzeczywistych stężeń z wartością graniczną {\displaystyle I_{r}.}

## Rozpuszczalność soli
Proste przekształcenie wzoru na iloczyn rozpuszczalności prowadzi do wzoru określającego rozpuszczalność danej soli w czystej wodzie:
{\displaystyle R_{w}={\sqrt[{x+m}]{\frac {I_{r}}{x^{x}m^{m}}}},}
gdzie: {\displaystyle R_{w}} – maksymalne stężenie molowe soli.
Rozpuszczalność w roztworze zawierającym inne sole zależy od natury obecnych jonów i cząsteczek.
Jeżeli do roztworu wprowadzimy jony wspólne z daną solą, wówczas rozpuszczalność tej soli ulegnie zmniejszeniu, zgodnie z równaniami:
- dla wspólnego kationu (dodano łatwo rozpuszczalną sól zawierającą jony M w ilości odpowiadającej stężeniu w roztworze CM):

{\displaystyle [mR'+C_{M}]^{m}[xR']^{x}=I_{r},}
- dla wspólnego anionu (dodano łatwo rozpuszczalną sól zawierającą jony X w ilości odpowiadającej stężeniu w roztworze CX jonu X):

{\displaystyle [mR']^{m}[xR'+C_{X}]^{x}=I_{r}.}
Skąd otrzymamy zależność:
- {\displaystyle R'\leqslant R_{w}}

gdzie:
{\displaystyle R'} to rzeczywista rozpuszczalność analizowanej soli po dodaniu jonów wspólnych,
{\displaystyle R_{w}} to rozpuszczalność przed dodaniem tych jonów – co oznacza, że dodanie jonów wspólnych zawsze powoduje obniżenie rozpuszczalności soli.
Gdy stężenia jonów wspólnych zbliżają się do stężenia granicznego, dla całej soli równania na rozpuszczalność upraszczają się do postaci:
- dla dużego CM >> Rw: {\displaystyle xR'={\sqrt[{x}]{\frac {I_{r}}{C_{M}^{m}}}},}
- dla dużego CX >> Rw: {\displaystyle mR'={\sqrt[{m}]{\frac {I_{r}}{C_{X}^{x}}}}.}

## Kompleksowanie
Dość częstym zjawiskiem jest tworzenie przez daną parę jonową nie tylko trudno rozpuszczalnych soli, ale i łatwo rozpuszczalnych kompleksów. W takiej sytuacji niewielki dodatek jonu wspólnego spowoduje spadek rozpuszczalności, ale zwiększenie stężenia jonu wspólnego doprowadzi do powstawania kompleksu i w rezultacie sumarycznego zwiększenia ilości rozpuszczonego metalu, pomimo tego, że stężenie wolnego jonu metalu będzie mniejsze. Typowe przykłady to np. kompleksy chlorkowe i jodkowe Ag i Pb (sole są trudno rozpuszczalne).

## Efekt solny
Jeżeli w roztworze znajdzie się duże stężenie soli obojętnych (niemających jonów wspólnych z daną solą trudno rozpuszczalną) wówczas na skutek zmiany (zmniejszenia) współczynników aktywności, stężeniowy iloczyn rozpuszczalności wzrośnie, mimo że iloczyn termodynamiczny pozostanie stały. W wyniku tego wzrośnie także rozpuszczalność soli. Zależność tę odzwierciedla analiza rozpuszczalności (R) trudno rozpuszczalnego związku MX:
{\displaystyle I_{r}=[M^{+}][X^{-}]\left(f_{M}^{+}\right)\left(f_{X}^{-}\right)}
{\displaystyle [M^{+}]=[X^{-}]=R}
{\displaystyle I_{r}=R^{2}\left(f_{M}^{+}\right)\left(f_{X}^{-}\right)}
{\displaystyle R={\sqrt {\frac {I_{r}}{(f_{M}^{+})(f_{X}^{-})}}}}
W przypadku zwiększenia się siły jonowej (mocy jonowej) roztworu, współczynniki aktywności przyjmują wartości mniejsze od jedności, a więc należy je uwzględnić w obliczeniach.

## Hydroliza osadów
Jony, na które dysocjuje w roztworze nasyconym trudno rozpuszczalny związek, reagują z wodą z utworzeniem cząsteczek słabo zdysocjowanych zasad lub kwasów. W efekcie stężenie tych jonów maleje i roztwór staje się nienasycony. Zgodnie z definicją iloczynu rozpuszczalności, część osadu musi ulec rozpuszczeniu. Przykładem może być osad fosforanu amonu i magnezu, którego hydrolizę cofa się dodając w nadmiarze roztworu amoniaku.

## Wpływ jonów oksoniowych
Jony oksoniowe, H
3O+
, zwiększają rozpuszczalność trudno rozpuszczalnych wodorotlenków oraz soli słabych kwasów. W pierwszym przypadku dodanie do roztworu mocnego kwasu powoduje obniżenie stężenia jonów OH−, a co za tym idzie, zwiększenie stężenia jonów metalu w roztworze. Konsekwencją tego jest wzrost rozpuszczalności osadu wodorotlenku jako całości.
W przypadku soli słabych kwasów wprowadzone do roztworu jony oksoniowe wiążą aniony reszty kwasowej tworząc cząsteczki słabo zdysocjowanych kwasów. Zmniejsza się w ten sposób stężenie wolnych jonów w roztworze, np.
C
2O2−
4 + H
3O+
 ⇌ HC
2O−
4 + H
2O,
HC
2O−
4 + H
3O+
 ⇌ H
2C
2O
4 + H
2O.
Ponieważ {\displaystyle I_{r}} CaC
2O
4 jest wartością stałą, to obniżeniu się stężenia jonów szczawianowych musi towarzyszyć wzrost stężenia jonów Ca2+
, czyli zwiększenie rozpuszczalności osadu.